# 斑點麗鰻
斑點麗鰻為輻鰭魚綱鰻鱺目糯鰻亞目蛇鰻科的其中一種，分布於西大西洋區，從加拿大、美國北卡羅萊納州至墨西哥灣海域，棲息深度27-115公尺，體長可達60公分，棲息在底層水域，為底棲性魚類，會將身體埋藏於沙泥中，屬肉食性。

## 擴展閱讀
維基物種上的相關：斑點麗鰻